# リネンとガーゼ
『リネンとガーゼ』 (Linen & Gauze) は、あいざわ遥による日本の漫画作品。
『Cookie』（集英社）にて2007年9月号から2012年3月号まで断続的に連載されていた。単行本は全4巻。

## あらすじ
クラフト作家の川乃は大好きな手芸を仕事にできて幸せを感じていた。だがある日、姉が夫と喧嘩をし娘のここみを連れて家に帰ってくる。平穏だった川乃の生活は、好奇心旺盛で元気いっぱいのここみに振り回され始める。

## 登場人物
本間 川乃（ほんま かわの）
クラフト作家。雑貨屋やカフェに商品を置いてもらっているほか、ネットショップも手がけている。好きな手芸を仕事にできて幸せな日々を送る。作品は流行に沿った小物が多い。口下手で、人に何かを頼まれると断れない性格。
当初はここみに振り回されうんざりするが、後に子供服などを作り始めるきっかけとなり、疲れている時や落ち込んでいる時には逆に元気を貰える存在となる。
ここみ
5歳。川乃の姪っ子。
川原 花乃（かわはら はなの）
川乃の姉。できちゃった結婚をし、ここみを産んだ。昔から強がりで気が強い性格。実家へ戻ってきた時点では離婚が成立していなかった。
川原 憲夫（かわはら のりお）
花乃の夫、ここみの父親。浮気相手を妊娠させてしまい、離婚を切り出した。
木原（きはら）
川乃の手芸好き仲間。大きな作品が多く、その分値も張るが、オリジナル性に優れている。
佐倉 裕一（さくら ゆういち）
川乃の元彼氏。寡黙な性格。バイト先のカフェで川乃と知り合い付き合い始めたが、新しくバイトに入ってきた子に積極的にアプローチされ心変わりした。現在は公園などにコーヒーやベーグルをワゴン出店している。
郷田 崇（ごうだ たかし）
庭師。川乃の父親の金魚好き仲間。ピンポンパールが大好き。
安藤 かのん（あんどう かのん）
保育園でここみのクラスに途中から入ってきた女の子。馴染めずにいたところをここみが積極的に手伝い、友達になる。
ごうちゃん
ここみの友達。アメリカに引っ越す、別れ際にここみに飼育していたメダカを譲る。
河合 ゆうか（かわい ゆうか）
佐倉の恋人。大学生。佐倉の移動カフェを手伝う。強気な性格。
佐倉 亜未（さくら つぐみ）
裕一の妹。大学在学中に妊娠する。
英司先生
ここみの保育園の担任。川乃に好意を寄せ連絡先を渡した。
亜未の彼
佐倉の両親に挨拶に来たが追い返される。翌日の両親との話し合い中に庭を剪定していた植木屋（郷田の勤務先）に弟子入りが決まる。

## 単行本同時収録
フツウの彼女
『Cookie』2005年5月号・6月号掲載
昔から人より勘がはたらき、人の考えていることが分かってしまう大学生・鈴音。人の気持ちには敏感だが、自分の恋愛には鈍感。そんな鈴音が全く気持ちを読めない男と付き合うことになる。

## 書誌情報
- あいざわ遥 『リネンとガーゼ』 集英社〈Cookieマスコットコミックス〉 全4巻
  1. 2008年10月15日発売、ISBN 978-4-08-856848-5、「フツウの彼女」収録
  2. 2010年02月15日発売、ISBN 978-4-08-867040-9、エッセイ「けっこんなまいにち」（『Cookie BOX』2008年新春号）収録
  3. 2011年09月15日発売、ISBN 978-4-08-867142-0、エッセイ漫画「子育てってなんだっけ」（『YOU』2010年No.20別冊 ）・「続 子育てってなんだっけ」（描きおろし）
  4. 2012年07月13日発売、ISBN 978-4-08-867212-0、エッセイ漫画「怒濤の食卓」（『Cookie BOX』2008年秋号）・「アナログ的漫画家生活」（『Cookie』2012年6月号）収録